# 怪物 (YOASOBI歌曲)
〈怪物〉（日语： kaibutsu ?）是日本雙人音樂組合YOASOBI的第七首單曲，於2021年1月6日發行。此曲是動漫《BEASTARS》第二季的片頭曲，以原作漫畫家板垣巴留的新撰小說《把自己的耳朵貼在自己的胸上》為原型創作，並收錄於實體發行CD〈怪物/溫柔的彗星〉。

## 製作與背景
〈怪物〉由Ayase創作，ikura演唱。是首時長3分26秒，每分鐘170拍的升C大調日本流行音樂。〈怪物〉是2021年冬季動畫《BEASTARS》第2季的片頭曲。由於Ayase以往數次為ikura編曲均以小說為原型創作，因此《BEASTARS》作者板垣巴留特地寫了短篇小說《把自己的耳朵貼在自己的胸上》（日语：自分の胸に自分の耳を押し当てて）讓Ayase參考。此曲與YOASOBI的首張迷你專輯《THE BOOK》於同日發行。
2021年7月30日，此曲的英文版本〈Monster〉於Ayase的YouTube頻道上發布，是第三首改編成英文的作品。

## 歌詞內容概述
歌詞內容講述一隻肉食性動物在殘酷的世界中試圖與草食性動物們共存，雖然這個想法不現實，但牠仍然保護著草食性動物，為了堅持自己的理想而決定要變得堅強，與全世界對抗。

## 商業成績
2021年1月，歌曲在發行兩週後獲得Oricon公信榜單曲合算週榜第1名和《日本公告牌》百強單曲榜第6名，並登上了iTunes的日榜第1位。 此曲亦於1月30日獲得《公告牌》全球二百強單曲榜第87名（美國以外地區則為第39名）。

## 音乐影片
此曲的音乐影片於2021年1月13日在Ayase的YouTube頻道上發佈。截至2023年4月13日，其點擊數已超過2.7億。影片動畫由動畫師三木里奈製作，並融合了部分《BEASTARS》的動畫片段。音樂視頻主要呈現《BEASTARS》男主角雷格西內心的掙扎和陰暗面，以及保護哈魯等草食動物的決心。

## 現場演唱
YOASOBI於2021年2月14日的線上演唱會KEEP OUT THEATER上演唱了此曲，是當日演唱的第五首歌。
2021年7月4日，YOASOBI在線上演唱會《SING YOUR WORLD》演唱此曲，此曲為第五首演唱的歌曲。

## 收錄歌曲
| 數位下載 | 數位下載 | 數位下載 | 數位下載 | 數位下載 |
| 曲序     | 曲目     | 词曲     | 编曲     | 时长     |
| -------- | -------- | -------- | -------- | -------- |
| 1.       |          | Ayase    | Ayase    | 3:26     |
| 总时长： | 总时长： | 总时长： | 总时长： | 3:26     |

| 數位下載 | 數位下載                  | 數位下載    | 數位下載 | 數位下載 |
| 曲序     | 曲目                      |             | 编曲     | 时长     |
| -------- | ------------------------- | ----------- | -------- | -------- |
| 1.       | Monster (English Version) | Konnie Aoki | Ayase    | 3:25     |
| 总时长： | 总时长：                  | 总时长：    | 总时长： | 3:25     |